# Georges Boulanger
Georges Boulanger (n. 18 aprilie 1893, Tulcea – d. 3 iunie 1958, Olivos, Buenos Aires, Argentina), pe numele său real George Pantazi, a fost un cunoscut violonist, dirijor și compozitor român, de etnie romă, un nume de rezonanță în muzica ușoară și de café-concert, a cărui activitate și-a desfășurat-o, în mare parte, peste hotare. A fost unul dintre cei care au pus bazele muzicii de „café-concert-chantant” peste hotare.

## Biografie
S-a născut la data de 18 aprilie 1893 în Tulcea, într-o veche familie de lăutari, fiind fiul lui Vasile Pantazi, poreclit „Boulanger” din pricina unei anumite asemănări fizice (mai ales barbișonul) cu generalul francez Georges Boulanger. Mare parte a membrilor familiei sale erau violoniști, basiști și chitariști. Împreuna cu tatăl său obișnuia să cânte la toate aceste instrumente.
În 1905 începe să studieze la Conservatorul din București, unde ajunge prin intermediul unei burse de studiu.
În perioada 1908-1910 studiază cu renumitul violonist și pedagog Leopold Auer care, uimit de aptitudinile sale artistice, l-a primit ca elev la Dresda. La finalul studiilor, Auer îi face cadou o vioară, la care avea să cânte pentru tot restul vieții.
Se angajează apoi, împreună cu tatăl său, la “Café Chantant” (cea mai importantă cafenea din Sankt Petersburg, frecventată de aristocrația rusească, audiență care l-a aclamat în nenumărate rânduri). Aici își dezvoltă stilul unic de interpretare, devenit o caracteristică importantă a tuturor lucrărilor sale, care combină elemente ale muzicii țigănești cu elemente din folclorul balcanic și valsurile vieneze. Tot în Rusia a cunoscut-o pe Ellionorr Paulson, o tânără intelectuală estoniană, avocată și studentă la medicină, cu care se va și căsători.
În 1917, în urma schimbărilor politice ce au avut loc în Rusia, se întoarce în România, unde activează în cadrul forțelor armate. În același timp predă lecții de muzică și compoziție și activează ca violonist și șef de orchestră în diverse restaurante din Tulcea, Sulina, Brăila, Cernăuți, Chișinău, București și Bazargic.
În 1923-1924 pleacă la Berlin, unde se și stabilește. Aici se bucură de mare succes în rândurile aristocraților ruși, aflați acum în exil și care frecventau mai ales restaurantul „Föster”.
În 1926, după ce a cântat pentru prima dată în fața microfonului unei stații de radio, semnează un contract cu Bote & Bock pentru editarea a șapte dintre lucrările sale, printre care și „Avant de mourir”, care va fi cunoscută mai târziu ca „My Prayer” (conform editării ulterioare cu versurile lui Kennedy). În 1958 piesa s-a clasat pe primul loc în topul difuzărilor radio din SUA, pentru 21 de săptămâni consecutiv. Ulterior, piesa a fost inclusă în coloana sonora a nenumărate filme.
În 1928 susține concerte la hotelurile „Savoy and Claridge's” din Londra, iar trei ani mai târziu, împreună cu orchestra sa formată din 11 muzicieni, susține un turneu în cele mai importante orașe din Europa, devenind un artist la nivel continental.
În timpul regimului național-socialist și în anii celui de Al Doilea Război Mondial rămâne în Germania. Fiind suspectat de origine „neariană”, este nevoit să procure documente oficiale din România cu care să dovedească faptul că nu are origine evreiască, familia sa fiind creștin-ortodoxă.
În 1945, locuind în Mecklenburg, o zonă ocupată de Armata Roșie, este eliberat de către soldații americani.
În 1948 decide să plece în America de Sud, unde semnează un contract cu Hotelul Copacabana Palace din Rio de Janeiro, Brazilia. Se stabilește apoi în Argentina, unde obține primul său contract la Radio Belgrano.

## Decesul
Moare la data de 3 iunie 1958, în Olivos, Buenos Aires, Argentina.